# グーフィーのお父さん
『グーフィーのお父さん』（グーフィーのおとうさん、原題：Fathers are People）は、ウォルト・ディズニー・プロダクション（現：ウォルト・ディズニー・カンパニー）が製作した1951年10月21日公開のアニメーション短編映画作品。グーフィーの短編映画シリーズの第34作目である。
グーフィーの息子のデビュー作だが、本作では後の作品に登場するマックスとは全く姿が異なり、名前も単にジュニアとされていた。

## あらすじ
待望の赤ちゃんが誕生し、父親となったグーフィーが子育てに奮闘する。

## スタッフ
- 製作：ウォルト・ディズニー、ロイ・O・ディズニー
- 監督：ジャック・キニー
- 作画：フレッド・モーレ、ジョン・シブレー、エド・アーダル、ジョージ・ニコラス
- 効果：ダン・マクマヌス
- 脚本：ミルト・シェーファー、ディック・キニー
- 美術：アル・ツインネン
- 背景：レイ・ハッフィン
- 音楽：ポール・J・スミス

## キャスト
| キャラクター | 原語版               | 旧吹き替え版 | 新吹き替え版 |
| ------------ | -------------------- | ------------ | ------------ |
| グーフィー   | ボブ・ジャックマン   | 小山武宏     | 島香裕       |
| 妻           | ジューン・フォーレイ | 久保田民絵   |              |
| ジュニア     | ボビー・ドリスコール | 土井美加     |              |
| ナレーション |                      | 江原正士     | 大平透       |

## 映像ソフト化
- 「ゆかいな仲間たちグーフィーのサッカー大好き」